# Caterina Sarrovira
Caterina Sarrovira (segle xvi - 1630) fou una abadessa catalana que exercí d'arxivera del seu monestir, el de Sant Antoni de Barcelona.

## Biografia
Caterina Sarrovira –o Çarovira, com s'escrivia a la seva època–, segons les dades recollides al Necrològic de la comunitat, va prendre l'hàbit de monja benedictina al monestir de Sant Antoni de Barcelona el 8 d'octubre de 1581 i feu professió monàstica el dia 29 de setembre de 1584. L'abaciologi del monestir, per la seva banda, la situa com a abadessa l'any 1620 fins que es va morir, el 1630. Una germana seva, Dorotea, era també monja professa de la mateixa comunitat monàstica. Pel procés de beatificació d'Agnès i Clara, fundadores del monestir, coneixem algunes dades de la filiació d'aquestes dues dones: eren filles de Miquel Sarrovira, identificat com a "persona versada en scriptures antigas de la Casa de la Ciutat", advocat ordinari de la ciutat i un dels membres de la comissió que l'any 1573 havia de donar impuls a l'ordenació i a la descripció del fons de l'escrivania major de la ciutat de Barcelona. Aquest context familiar tindrà sens dubte una influència important a l'hora de nomenar Caterina primera arxivera de la comunitat monàstica, amb una competència amb lectura i escriptura probablement superior a la resta de monges, i possiblement amb coneixement directe dels projectes d'organitzacions i redreçaments d'arxius que en el seu moment estaven duent a terme diverses institucions, amb finalitats pràctiques, funcionals o de bon govern, i que, en el cas de les institucions eclesiàstiques, coincidien amb les disposicions del Concili de Trento sobre arxivística eclesiàstica.
A poc a poc anem coneixent, gràcies a estudis monogràfics atents tant a la història institucional com al fons documental, els noms i les funcions de les primeres responsables dels arxius monàstics: dones que accedeixen a la gestió d'aquest àmbit de la memòria, de la memòria escrita. En el cas del monestir de Sant Antoni de Barcelona, serà a partir de la intervenció arxivística de l'escrivent Sebastià Roger el 1598, contractat per posar ordre als documents, quan s'institucionalitzi l'arxiu del monestir i el càrrec d'"archiveres", que des d'aleshores seran escollides entre les membres de la comunitat en nombre de dues –una major i l'altra menor–, i s'encarregaran de la custòdia i organització del fons, el control en l'accés i la consulta de l'arxiu.
En una acta de capítol datada un dimarts 4 de juliol de 1600, l'abadessa Maria Anna Gibert, seguint les disposicions de Sebastià Roger, nomena Caterina Sarrovira arxivera major, i Jerònima Caixes, arxivera menor. Caterina exercirà aquest ofici fins a l'any 1612, quan és escollida priora de la comunitat; pren el seu lloc la que en aquell moment era segona arxivera, Susanna Sacosta, mentre que Dorotea Sarrovira, germana de Caterina, serà nomenada "archivera menor".